# Anu Malik
Anu Malik (2 de noviembre de 1960) es un cantante, compositor y director musical de Bollywood de nacionalidad india. Ha compuesto muchas canciones durante dos décadas. Ha cosechado grandes éxitos con sus canciones para películas: Baazigar (1993), Akele Hum Tum Akele (1996), Kareeb (1997), Frontera (1997), Refugiados (2000), Fiza (2000), Ashoka (2001), AKS (2001), Filhal (2002), LOC Kargil (2003), Main Hoon Na (2004), Asesinato (2004).
También ha interpretado algunas canciones para otros filmes. Se le conoce como uno de los artistas más versátiles y uno de los directores más destacados de la música india por su estilo de componer y escribir temas musicales dirigidos al cine.
Ha ganado dos premios como Mejor Director Musical (Main Hoon Na (2004), Baazigar (1993)) y el Premio Nacional de Cine como Mejor Director Musical en el año 2000 para los Refugiados del cine.

## Premios
Anu Malik ha ganado varios premios durante su carrera musical, incluyendo tres Premios Filmfare, una Star Award de pantalla, Zee Cine Premio al Mejor Director Music, Premio Nacional de Cine a la Mejor Dirección Música , el prestigioso Premio de Asha Bhosle y muchos otros.
- 1994 - Filmfare Premio al Mejor Director Musical - Baazigar
- 2000 - premio Filmfare Especial del Jurado - contribución sobresaliente en la música
- 2005 - Filmfare Premio al Mejor Director Musical - Main Hoon Na
- 2005 - Premio Estrella de pantalla para el mejor director de música - Main Hoon Na
- 2005 - Zee Cine Premio al Mejor Director Music - Main Hoon Na
- 2001 - Premio Nacional de Cine a la Mejor Dirección Music - Refugiados
- 2010 - Premio Indio Telley - contribución sobresaliente en la música

## Nominaciones

### Internacional de Cine de la India Premios de la Academia
- 2005 - Premio al Mejor Director IIFA Music - [Asesinato [(película) | Asesinato]]
- 2005 - Premio al Mejor Director IIFA Music - Main Hoon Na
- 2001 - Premio al Mejor Director IIFA Music - Fiza
- 2001 - Premio al Mejor Director IIFA Music - Josh

### Premios Filmfare
- 1985 - Filmfare Premio al Mejor Director Musical - Sohni Mahiwal (1984)
- 1996 - Filmfare Premio al Mejor Director Musical - Akele Hum Tum Akele
- 1998 - Filmfare Premio al Mejor Director Musical - Frontera
- 1999 - Filmfare Premio al Mejor Director Musical - Soldado
- 2000 - Filmfare Premio al Mejor Director Musical - Biwi N º 1
- 2000 - Filmfare Premio al Mejor Director Musical - Haseena Maan Jaayegi
- 2001 - Filmfare Premio al Mejor Director Musical - Josh
- 2001 - Filmfare Premio al Mejor Director Musical - Fiza
- 2002 - Filmfare Premio al Mejor Director Musical - Mujhe Kuch Kehna Hai
- 2004 - Filmfare Premio al Mejor Director Musical - LOC: Kargil
- 2005 - Filmfare Premio al Mejor Director Musical - Asesinato

### Estrellas Premio del Director de la Mejor Música
- 2000 - Premio Estrella de pantalla para el mejor director de música - Biwi N º 1
- 2001 - Premio Estrella de pantalla para el mejor director de música - Refugiados
- 2001 - Premio Estrella de pantalla para el mejor director de música - Fiza
- 2002 - Premio Estrella de pantalla para el mejor director de música - Asoka
- 2004 - Premio Estrella de pantalla para el mejor director de música - LOC: Kargil
- 2005 - Premio Estrella de pantalla para el mejor director de música - Mujhse Shaadi Karogi

### Zee Cine Premio al Mejor Director Música
- 2000 - Zee Cine Premio al Mejor Director Music - Biwi N º 1
- 2001 - Zee Cine Premio al Mejor Director Music - Refugiados
- 2001 - Zee Cine Premio al Mejor Director Music - Fiza
- 2002 - Zee Cine Premio al Mejor Director Music - Asoka
- 2004 - Zee Cine Premio al Mejor Director Music - LOC: Kargil

## Discografía
| Año   | Película                             | Notas                                                |
| ----- | ------------------------------------ | ---------------------------------------------------- |
| 2011  | Yamala Pagla Deewana                 |                                                      |
| 2010  | Toonpur Ka Superhero                 |                                                      |
| 2009  | Kambakkht Ishq                       |                                                      |
| 2009  | 7 Days in Slow Motion                |                                                      |
| 2008  | Victory                              |                                                      |
| 2008  | Maan Gaye Mughal-e-Azam              |                                                      |
| 2008  | Ugly Aur Pagli                       |                                                      |
| 2008  | Love Story 2050                      |                                                      |
| 2008  | Don Muthu Swami                      |                                                      |
| 2008  | Woodstock Villa                      |                                                      |
| 2008  | Hastey Hastey - Follow Your Heart    | Music Score                                          |
| 2007  | Undertrial                           |                                                      |
| 2006  | Umrao Jaan                           |                                                      |
| 2006  | Jaan-E-Mann                          |                                                      |
| 2006  | Zindaggi Rocks                       |                                                      |
| 2006  | Jai Santoshi Maa                     |                                                      |
| 2006  | Aatma                                |                                                      |
| 2006  | Pyare Mohan                          |                                                      |
| 2006  | Humko Deewana Kar Gaye               |                                                      |
| 2006  | My Bollywood Bride                   |                                                      |
| 2005  | Kalyug                               |                                                      |
| 2005  | Deewane Huye Paagal                  |                                                      |
| 2005  | Shaadi No. 1                         |                                                      |
| 2005  | No Entry                             |                                                      |
| 2005  | Fareb                                |                                                      |
| 2005  | Bachke Rehna Re Baba                 |                                                      |
| 2005  | Kyaa Kool Hai Hum                    |                                                      |
| 2005  | Waqt                                 |                                                      |
| 2005  | Tango Charlie                        |                                                      |
| 2005  | Jurm                                 |                                                      |
| 2005  | Elaan                                |                                                      |
| 2004  | Ab Tumhare Hawale Watan Saathiyo     |                                                      |
| 2004  | Bride & Prejudice                    |                                                      |
| 2004  | Dobara                               |                                                      |
| 2004  | Fida                                 |                                                      |
| 2004  | Garv                                 |                                                      |
| 2004  | Aan: Men at Work                     |                                                      |
| 2004  | Main Hoon Na                         | Winner, Filmfare Award for Best Music Director       |
| 2004  | Krishna Cottage                      |                                                      |
| 2004  | Murder                               | Nominated, Filmfare Award for Best Music Director    |
| 2004  | Love in Nepal                        |                                                      |
| 2004  | Hanan                                |                                                      |
| 2003  | Munnabhai MBBS                       |                                                      |
| 2003  | LOC: Kargil                          | Nominated, Filmfare Award for Best Music Director    |
| 2003  | Inteha                               |                                                      |
| 2003  | Sssshhh...                           |                                                      |
| 2003  | Mumbai Se Aaya Mera Dost             |                                                      |
| 2003  | Saaya                                |                                                      |
| 2003  | Main Prem Ki Diwani Hoon             |                                                      |
| 2003  | Ishq Vishk                           |                                                      |
| 2003  | Khushi                               |                                                      |
| 2002  | Chor Machaaye Shor                   |                                                      |
| 2002  | Om Jai Jagadish                      |                                                      |
| 2002  | Kuch Tum Kaho Kuch Hum Kahein        |                                                      |
| 2002  | Awara Paagal Deewana                 |                                                      |
| 2002  | Badhaai Ho Badhaai                   |                                                      |
| 2002  | Hum Kisi Se Kum Nahin                |                                                      |
| 2002  | Ab Ke Baras                          |                                                      |
| 2002  | Filhaal...                           |                                                      |
| 2001  | Ajnabee                              |                                                      |
| 2001  | Lajja                                |                                                      |
| 2001  | Asoka                                |                                                      |
| 2001  | Aks                                  |                                                      |
| 2001  | Yaadein                              |                                                      |
| 2001  | Mujhe Kucch Kehna Hai                | Nominated, Filmfare Award for Best Music Director    |
| 2001  | Rahul                                |                                                      |
| 2001  | Chori Chori Chupke Chupke            |                                                      |
| 2001  | Kuch Khatti Kuch Meethi              |                                                      |
| 2000  | Champion                             |                                                      |
| 2000  | Ghaath                               |                                                      |
| 2000  | Fiza                                 | Nominated, Filmfare Award for Best Music Director    |
| 2000  | Aaghaaz                              |                                                      |
| 2000  | Har Dil Jo Pyar Karega               |                                                      |
| 2000  | Refugee                              | Winner, National Film Award for Best Music Direction |
| 2000  | Josh                                 | Nominated, Filmfare Award for Best Music Director    |
| 2000  | Hum To Mohabbat Karega               |                                                      |
| 2000  | Jung                                 |                                                      |
| 2000  | Hera Pheri                           |                                                      |
| 2000  | Khauff                               |                                                      |
| 2000  | Badal                                |                                                      |
| 2000  | Mela                                 |                                                      |
| 2000  | Gang                                 |                                                      |
| 1999  | Baadshah                             |                                                      |
| 1999  | Haseena Maan Jaayegi                 | Nominated, Filmfare Award for Best Music Director    |
| 1999  | Biwi No.1                            | Nominated, Filmfare Award for Best Music Director    |
| 1999  | Sooryavansham                        |                                                      |
| 1999  | Kartoos                              |                                                      |
| 1999  | Jaanam Samjha Karo                   |                                                      |
| 1999  | Aarzoo                               |                                                      |
| 1999  | Hum Aapke Dil Mein Rehte Hain        |                                                      |
| 1999  | Chehraa                              |                                                      |
| 1998  | Wajood                               |                                                      |
| 1998  | Prem Aggan                           |                                                      |
| 1998  | Hero Hindustani                      |                                                      |
| 1998  | Soldier                              | Nominated, Filmfare Award for Best Music Director    |
| 1998  | Angaaray                             |                                                      |
| 1998  | Iski Topi Uske Sarr                  |                                                      |
| 1998  | Gharwali Baharwali                   |                                                      |
| 1998  | Duplicate                            |                                                      |
| 1998  | Miss 420                             |                                                      |
| 1998  | Chhota Chetan                        |                                                      |
| 1998  | China Gate                           |                                                      |
| 1998  | Kareeb                               |                                                      |
| 1997  | Ankhon Mein Tum Ho                   |                                                      |
| 1997  | Ishq                                 |                                                      |
| 1997  | Mr. and Mrs. Khiladi                 |                                                      |
| 1997  | Gambler                              |                                                      |
| 1997  | Dil Kitna Nadan Hai                  |                                                      |
| 1997  | Auzaar                               |                                                      |
| 1997  | Border                               | Nominated, Filmfare Award for Best Music Director    |
| 1997  | Dhaal: The Battle of Law Against Law |                                                      |
| 1997  | Dil Deewana Maane Na                 |                                                      |
| 1997  | Hamesha                              |                                                      |
| 1997  | Himalay Putra                        |                                                      |
| 1997  | Judwaa                               |                                                      |
| 1997  | Tamanna                              |                                                      |
| 1997  | Virasat                              |                                                      |
| 1996  | Ram Aur Shyam                        |                                                      |
| 1996  | Ghatak                               |                                                      |
| 1996  | Sapoot                               |                                                      |
| 1996  | Beqabu                               |                                                      |
| 1996  | Zordaar                              |                                                      |
| 1996  | Dushman Duniya Ka                    |                                                      |
| 1996  | Krishna                              |                                                      |
| 1996  | Daraar                               |                                                      |
| 1996  | Khiladiyon Ka Khiladi                |                                                      |
| 1996  | Chaahat                              |                                                      |
| 1996  | Diljale                              |                                                      |
| 1996  | Namak                                |                                                      |
| 1995  | Ram Shastra                          |                                                      |
| 1995  | Yaraana                              |                                                      |
| 1995  | Goondaraj                            |                                                      |
| 1995  | Hulchul                              |                                                      |
| 1995  | Takkar                               |                                                      |
| 1995  | Baazi                                |                                                      |
| 1995  | Hathkadi                             |                                                      |
| 1995  | Naajayaz                             |                                                      |
| 1995  | Jawab                                |                                                      |
| 1995  | Ahankaar                             |                                                      |
| 1995  | Akele Hum Akele Tum                  | Nominated, Filmfare Award for Best Music Director    |
| 1995  | Imtihaan                             |                                                      |
| 1995  | Ram Jaane                            |                                                      |
| 1995  | Surakshaa                            |                                                      |
| 1994  | Hum Hain Bemisaal                    |                                                      |
| 1994  | Zaalim                               |                                                      |
| 1994  | Yaar Gaddar                          |                                                      |
| 1994  | Main Khiladi Tu Anari                | Nominated, Filmfare Award for Best Music Director    |
| 1994  | Naaraaz                              |                                                      |
| 1994  | Vijaypath                            |                                                      |
| 1994  | Aa Gale Lag Jaa                      |                                                      |
| 1994  | Gopalaa                              |                                                      |
| 1994  | Khuddar                              |                                                      |
| 1994  | Madam X                              |                                                      |
| 1994  | The Gentleman                        |                                                      |
| 1993  | Baazigar                             | Winner, Filmfare Award for Best Music Director       |
| 1993  | Phool Aur Angaar                     |                                                      |
| 1993  | Sir                                  |                                                      |
| 1993  | Phir Teri Kahani Yaad Aayee          |                                                      |
| 1993  | Tahqiqaat                            |                                                      |
| 1992  | Chamatkar                            |                                                      |
| 1992  | Tahalka                              |                                                      |
| 1992  | Police Officer                       |                                                      |
| 1992  | Laat Saab                            |                                                      |
| 1992  | Maa                                  |                                                      |
| 1992  | Radha Ka Sangam                      |                                                      |
| 1992  | Virodhi                              |                                                      |
| 1991  | Bhabhi                               |                                                      |
| 1991  | Ramgarh Ke Sholay                    |                                                      |
| 1991  | Naamcheen                            |                                                      |
| 1991  | Shikari: The Hunter                  |                                                      |
| 1990  | Zimmedaaar                           |                                                      |
| 1990  | Doodh Ka Karz                        |                                                      |
| 1990  | Paap Ki Kamaee                       |                                                      |
| 1990  | Awaargi                              |                                                      |
| 1990  | Gunahon Ka Devta                     |                                                      |
| 1990  | Khatarnaak                           |                                                      |
| Tejaa |                                      |                                                      |
| 1989  | Meri Zubaan                          |                                                      |
| 1989  | Toofan                               |                                                      |
| 1989  | Dana Paani                           |                                                      |
| 1989  | Abhimanyu                            |                                                      |
| 1989  | Aakhri Baazi                         |                                                      |
| 1989  | Vardi                                |                                                      |
| 1989  | Dav Pech                             |                                                      |
| 1989  | Jaaydaad                             |                                                      |
| 1989  | Mujrim                               |                                                      |
| 1989  | Taaqatwar                            |                                                      |
| 1988  | Maalamaal                            |                                                      |
| 1988  | Shukriyaa                            |                                                      |
| 1988  | Aakhri Adaalat                       |                                                      |
| 1988  | Gangaa Jamunaa Saraswathi            |                                                      |
| 1988  | Jeete Hain Shaan Se                  |                                                      |
| 1987  | Hawalaat                             |                                                      |
| 1987  | Mera Lahoo                           |                                                      |
| 1987  | Dadagiri                             |                                                      |
| 1987  | Insaniyat Ke Dushman                 |                                                      |
| 1987  | Naam O Nishan                        |                                                      |
| 1986  | Ek Chadar Maili Si                   |                                                      |
| 1986  | Pyaar Ke Do Pal                      |                                                      |
| 1986  | Allah-Rakha                          |                                                      |
| 1986  | Begaana                              |                                                      |
| 1986  | Karamdaata                           |                                                      |
| 1986  | Jaal                                 |                                                      |
| 1986  | Mera Haque                           |                                                      |
| 1985  | Mard                                 |                                                      |
| 1985  | Apna Jahan                           |                                                      |
| 1985  | Jaan Ki Baazi                        |                                                      |
| 1985  | Phaansi Ke Baad                      |                                                      |
| 1984  | Love Marriage                        |                                                      |
| 1984  | Ram Tera Desh                        |                                                      |
| 1984  | Aasmaan                              |                                                      |
| 1984  | Sohni Mahiwal                        | Nominated, Filmfare Award for Best Music Director    |
| 1983  | Ek Jaan Hain Hum                     |                                                      |
| 1982  | Mangal Pandey                        |                                                      |
| 1981  | Aapas Ki Baat                        |                                                      |
| 1981  | Poonam                               |                                                      |
| 1977  | Hunterwali 77                        |                                                      |